# Långasjö
Långasjö is een plaats in de gemeente Emmaboda in het landschap Småland en de provincie Kalmar län in Zweden. De plaats heeft 340 inwoners (2005) en een oppervlakte van 75 hectare.

## Verkeer en vervoer
Bij de plaats loopt de Länsväg 120.